# 杻田駅 (咸鏡南道)
杻田駅（チュクチョンえき）は朝鮮民主主義人民共和国咸鏡南道水洞郡に位置する朝鮮民主主義人民共和国鉄道省平羅線の駅である。

## 歴史
- 1937年12月16日：開業[1]。